# تداول خارج البورصة
التداول الخارجي كالتداول في البورصة: يكون في السلع الأساسية والأدوات المالية (شاملة الأسهم) ومشتقات (العقود الاشتقاقية) تلك المنتجات. فأما المنتجات التي تُتداول في البورصة فيجب أن تكون موحَّدة المعايير، يعني أن المنتجات المتداوَلة تطابق مواصفات محددة من حيث الماهية والكمية والجودة التي تحددها البورصة وتكون موحدة في جميع تعاملات ذلك المنتج. وهذا ضروري لشفافية التداول. وأما سوق التداول الخارجي فليس مقيَّدا هكذا، فربما قُبلت فيه كميات غير معتادة مثلًا. والعقود فيه ثنائية (أي لا تكون إلا بين طرفين)، وكل طرف قد تحدق به أخطار ائتمانية من الطرف الآخر. ولسوق مشتقات التداول الخارجي أهمية وخطورة في بعض فئات الأصول: سعر الفائدة، وسعر الصرف، والأسهم، والسلع الأساسية.
في 2008 كان في سوق التداول الخارجي نحو 16% من إجمالي تداولات الأسهم الأمريكية، وبحلول أبريل 2014 ارتفعت النسبة إلى نحو 40%. صحيح أن المبلغ الافتراضي غير المدفوع لمشتقات التداول الخارجي في أواخر 2012 انخفض بنسبة 3.3% في العام اللاحق، لكن حجم المعاملات المُقاصَّة في نهاية 2012 بلغ 346.4 تريليون دولار أمريكي. «وقد بيَّنت إحصائيات ‹بنك التسويات الدولية› عن أسواق مشتقات التداول الخارجي أن المبالغ الافتراضية المستحقة بلغ مجموعها 693 تريليون دولار في آخر يونيو 2013». وبين آخر 2012 وآخر يونيو 2013 انخفضت القيمة السوقية الإجمالية لمشتقات التداول الخارجي (أي تكلفة استبدال جميع العقود المعلَّقة غير المدفوعة بأسعار السوق الحالية) من 25 تريليون دولار إلى 20 تريليون».

## الأسهم
في الولايات المتحدة يُنفّذ التداول الخارجي للأسهم صُنّاعُ سوق، من خلال خدمات تسعير توسُّطية مثل «أُو تي سي لينك» (خدمة تُقدمها منظمة أُو تي سي ماركتس) و«أُو تي سي بوليتين بورد» (التابعة لهيئة تنظيم القطاع المالي، واختصارها: فينرا). تُرخص منظمة أُو تي سي بوليتين بورد خدمات «أُو تي سي لينك» لسندات ضمانها. صحيح أن الأسهم المُدرجة في البورصة يمكن تداولها خارجيًا في السوق الثالث، لكن هذا نادر. عادة ما تكون أسهم التداول الخارجي غير مدرجة في البورصة ولا متداولة، والعكس بالعكس. لا بد أن تكون الأسهم المسعّرة في أُو تي سي بوليتين بورد متوافقة مع متطلبات معينة تفرضها «هيئة الأوراق المالية والبورصات الأمريكية» على التقارير المرفوعة. وتفرض الهيئة متطلبات مالية وتقريرية أشد صرامة على أسهم التداول الخارجي الأخرى، وخصوصًا أسهم «أُو تي سي كيو إكس» التي تُتداول من خلال منظمة أُو تي سي ماركتس. وأما غير هذا من أسهم التداول الخارجي فلا تُفرض عليه متطلبات تقريرية، كسندات ضمان «بينك شيت» وأسهم «الأسواق الرمادية».
بدأت بعض الشركات -ومن أكبرها وول مارت- التداول بصفتها أسهُم تبادل خارجي، ثم ترقّت في النهاية وقُيدت في سوق منظمة. بحلول 1969 صارت وول مارت مؤسسة تجارية محدودة. وفي 1972 صارت لها متاجر في 5 ولايات (أركنساس وكانساس ولويزيانا وأوكلاهوما وميزوري)، وبدأت المداولة بصفتها أسهم تداول خارجي. بحلول 1972 كانت وول مارت قد حققت مبيعات قيمتها مليار دولار أمريكي، فكانت أسرع شركة تحقق ذلك الإنجاز. وفي العام نفسه قُيّدت في بورصة نيويورك برمز تداول «دبليو إم تي».

## العقود
التداول الخارجي عقد ثنائي يتفق فيه طرفان (أو وكيلاهما أو بنكاهما بصفتهما وسيطين) على كيفية تسوية صفقة أو اتفاق في المستقبل. وعادة ما يكون من طرف بنك استثماري إلى عملائه مباشرة. من أمثلته: عقود الأجل، والمقايضات المالية. وغالبًا ما يتم عبر الإنترنت أو الهاتف. وفي العقود الاشتقاقية تكون هذه الاتفاقات خاضعة لاتفاق «الجمعية الدولية للمبادلات والمشتقات». ويُدعى هذا القطاع أحيانًا «السوق الرابع». وَضع بعض النقاد سوق التداول الخارجي في خانة «السوق المظلم»، لأن أسعاره لا تُذاع ولا تنظَّم غالبًا.
مشتقات التداول الخارجي مهمة جدًا، لا سيما في التَّحوُّط من الأخطار، إذ يمكن استعمالها بصفتها «تحوطات مثالية». وأما التوحيد المعياري في العقود المتداولة في البورصة، فلا يتيح التحوط بمثل هذه المرونة، لأن العقد يكون أداة موحَّدة. لكن في مشتقات التداول الخارجي تستطيع الشركة تفصيل مواصفات العقد وفقًا الأخطار المتعرِّضةُ لها.

## خطر الطرف المقابل
قد تخلق مشتقات التداول الخارجي أخطارًا كبيرة. وقد حظي خطر الطرف المقابل تحديدًا بتنويه خاص، بسبب أزمة 2007 الائتمانية. خطر الطرف المقابل هو: خطر أن يتخلف ذلك الطرف في تعامل من تعاملات المشتقات عن الدفع قبل انتهاء الصفقة، وألا يدفع الأموال المستحقة بموجب العقد، الحاليّة منها والمستقبلية. لتقليل احتمالية ذلك الخطر طرائق عديدة، منها طريقة تركّز في تقليل الانكشاف الائتماني بواسطة: التنويع، والتصفية، والضمان الإضافي، والتحوط. في الأعوام الأخيرة شاع في التداول الخارجي المُقاصَّةُ المركزية للطرف المقابل، وضغَط المنظِّمون على أسواق هذا التداول لمقاصة التداولات وعرضها علانية.